# アレクサンドル・ボネ
アレクサンドル・ボネ（Alexandre Bonnet, 1986年10月17日 - ）は、フランス・ヴァンデ県・ラ・ロッシュ＝シュル＝ヨン出身のサッカー選手。ポジションはミッドフィールダー。

## 経歴
シャモア・ニオールFCの下部組織で育ちトゥールーズFCでプロデビューを果たす。2007-08シーズンにはリーグ・ドゥ所属のCSスダン・アルデンヌにレンタル移籍した。2009年にリーグ・ドゥのル・アーヴルACに移籍した。
2022年6月、USクヴィイーに移籍した。

## 代表歴
世代別フランス代表として2007年のトゥーロン国際大会で優勝、翌年も出場した。U-21フランス代表歴も持つ。

## 所属クラブ
- トゥールーズFC 2006-2009

→ CSスダン・アルデンヌ 2007-2008 (loan)
- ル・アーヴルAC 2009-2022
- USクヴィイー 2022-